# 土伦
土伦（法語：Toulon，法語發音：[tulɔ̃]），法国东南部城市，普罗旺斯-阿尔卑斯-蓝色海岸大区瓦尔省的一个市镇，也是该省的省会和人口最多的城市，下辖土伦区，其市镇面积为42.84平方公里，2022年1月1日时人口数量为180,834人，在法国城市中排名第13位。
土伦位于瓦尔省西南部，是法国南部的一个区域性经济中心，普罗旺斯地区的第三大城市。土伦因海洋军事工业与设施而闻名，是法国海军地中海总督所在地，土伦军港始建于17世纪，是法国规模最大的海军基地。土伦也因同名橄榄球俱乐部而闻名，后者曾连续三年获得橄榄球欧洲杯总冠军。

## 地名来源
“土伦”一名最初于公元3世纪在古罗马著作《安东尼游记》当中以的形式被记录，但其具体含义及来源尚有待考证。

## 历史

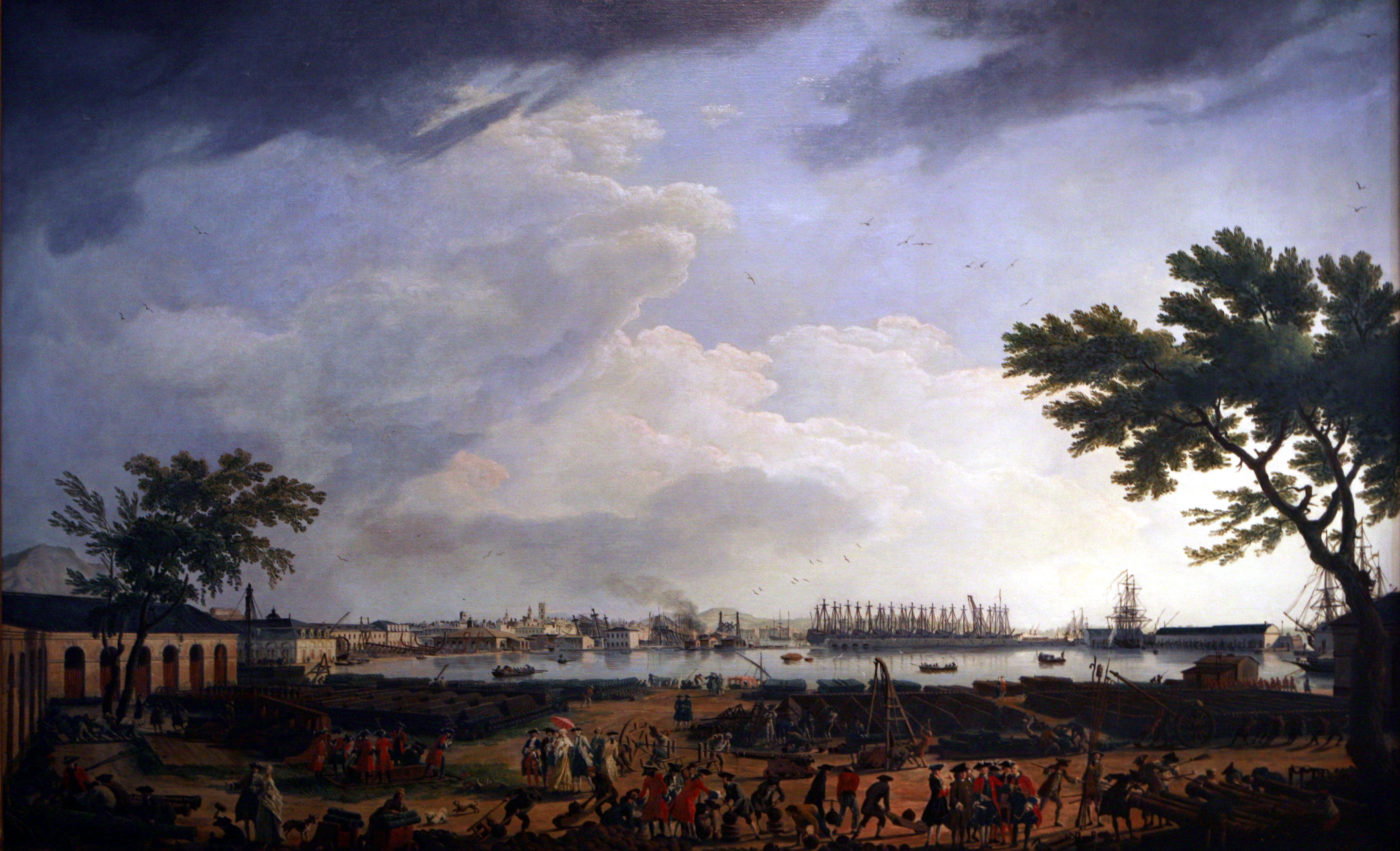
1750年的土伦

土伦在中世纪以前长期为一个普通渔村，并多次遭遇蛮族入侵。1481年，普罗旺斯公国并入法兰西，彼时，土伦大约有250户人家。公元15世纪，查理八世在此修建军港，并成为此后的法西战争当中的重要军事基地。公元17世纪末，法国军事家塞巴斯蒂安·勒普雷斯特雷·德·沃邦在此修建防御工事，进一步提高了土伦的战略地位。法国大革命时期，土伦成为瓦尔省的首府。1793年，保皇派攻占此地，与法國革命軍发生激烈战斗，被称为“土伦围城战”。拿破仑一世为了镇压此地，将瓦尔省政府迁至德拉吉尼昂，并将土伦更名为，意为“山港”，并且加强了当地的军事设施建设，1798年，拿破仑军队由山港出发，征战埃及-叙利亚战役。公元18世纪，土伦恢复原名。第二次世界大战期间，土伦作为重要军事港口而遭到了纳粹德國的轰炸。1942年11月德國執行安東行動佔領維希法國，作為行動的一部份，義大利佔領了土倫，直到義大利在1943年9月停戰。1944年8月15日，土伦成为龙骑兵行动当中盟军的重要登陆地，20日，法兰西自由军和法兰西内政军在此与纳粹军队展开战斗，史称“土伦战役”，26日，在让·德·拉特尔·德·塔西尼的指挥下，土伦解放。阿尔及利亚战争后，土伦入住了大批黑脚及原殖民地居民，人口数量快速上升，一度被称为“小芝加哥”。1974年，瓦尔省政府重迁至土伦，土伦再次成为省会。

## 地理

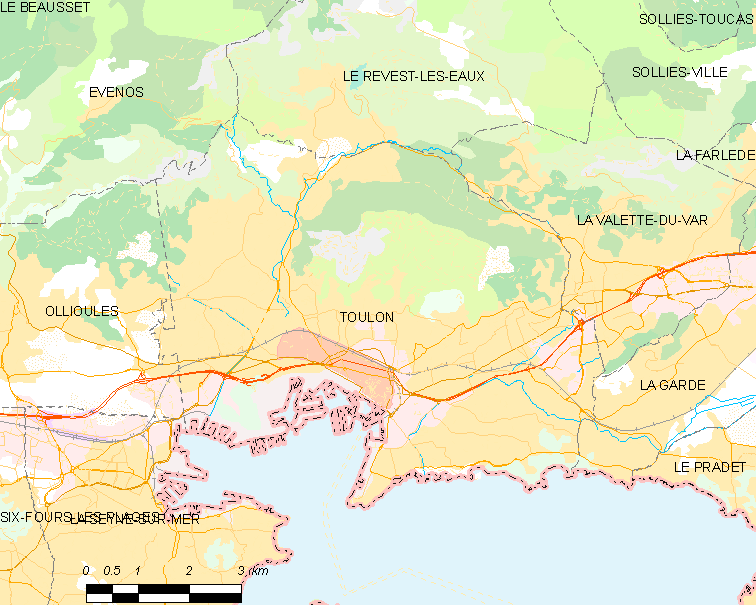
土伦市镇范围地图

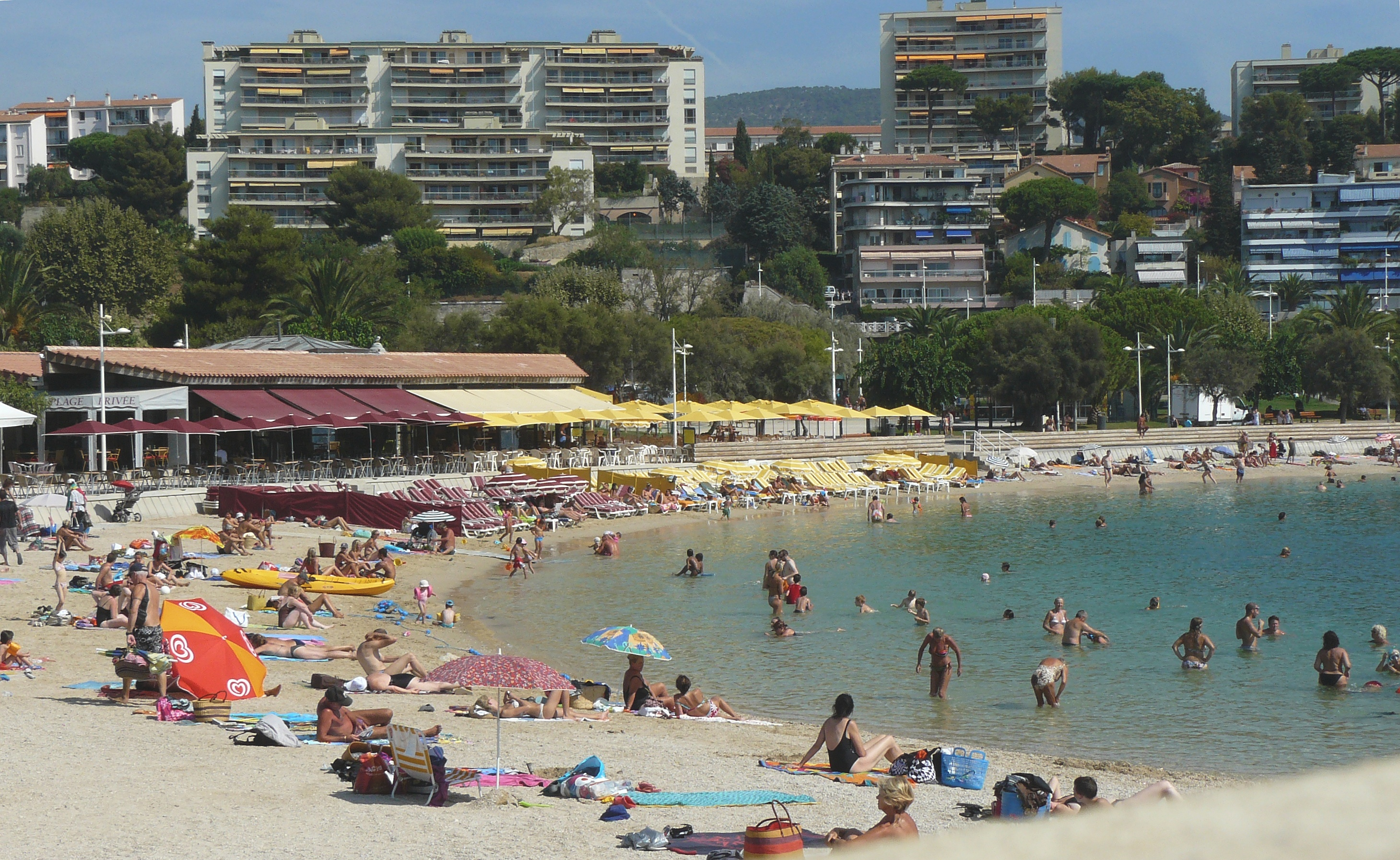
土伦附近的海滩

土伦位于法国东南部，普罗旺斯-阿尔卑斯-蓝色海岸大区南部和瓦尔省西南部，距离大区首府马赛大约65公里。与土伦接壤的市镇包括：埃沃诺斯、拉加爾德、奥利乌勒、勒勒韦斯特莱索、瓦尔省拉瓦莱特。

### 地形
土伦位于地中海北岸，北侧为蒙法龙山，市区内地形相对平坦，全境海拔在0到589米之间。

### 水文
埃古捷河是一条独立入海的河流，自东北向西南流经境内，水量较小，部分河段有较为明显的人工改造的痕迹。

### 植被
土伦属于亚热带常绿硬叶林区，市区内的主要绿地公园包括拉乌公园（Parc Raoulx）、桑丹草地公园（Parc du Pré Sandin）等，均常年免费向公众开放。市区北部的蒙法龙山有大片天然林地。
在鲜花城市的评比中，土伦被评为3星级鲜花城市。

### 气候
土伦在柯本气候分类法中属于较为典型的地中海气候，日照充足，降水较少且雨热不同期。
土伦境内设有拉米特尔（La Mitre）气象站，以下为该气象站的数据：
| 土伦-拉米特尔1981年－2019年 | 土伦-拉米特尔1981年－2019年 | 土伦-拉米特尔1981年－2019年 | 土伦-拉米特尔1981年－2019年 | 土伦-拉米特尔1981年－2019年 | 土伦-拉米特尔1981年－2019年 | 土伦-拉米特尔1981年－2019年 | 土伦-拉米特尔1981年－2019年 | 土伦-拉米特尔1981年－2019年 | 土伦-拉米特尔1981年－2019年 | 土伦-拉米特尔1981年－2019年 | 土伦-拉米特尔1981年－2019年 | 土伦-拉米特尔1981年－2019年 | 土伦-拉米特尔1981年－2019年 |
| 月份                        | 1月                         | 2月                         | 3月                         | 4月                         | 5月                         | 6月                         | 7月                         | 8月                         | 9月                         | 10月                        | 11月                        | 12月                        | 全年                        |
| --------------------------- | --------------------------- | --------------------------- | --------------------------- | --------------------------- | --------------------------- | --------------------------- | --------------------------- | --------------------------- | --------------------------- | --------------------------- | --------------------------- | --------------------------- | --------------------------- |
| 历史最高温 °C（°F）         | 24 (75)                     | 25.1 (77.2)                 | 26.4 (79.5)                 | 28.1 (82.6)                 | 31.6 (88.9)                 | 35.1 (95.2)                 | 40.1 (104.2)                | 37 (99)                     | 34.9 (94.8)                 | 29.3 (84.7)                 | 24 (75)                     | 21.1 (70.0)                 | 40.1 (104.2)                |
| 平均高温 °C（°F）           | 12.6 (54.7)                 | 13.1 (55.6)                 | 15.7 (60.3)                 | 18.2 (64.8)                 | 22.1 (71.8)                 | 26.5 (79.7)                 | 29.5 (85.1)                 | 29.3 (84.7)                 | 26.2 (79.2)                 | 21.4 (70.5)                 | 16.4 (61.5)                 | 13.4 (56.1)                 | 20.4 (68.7)                 |
| 日均气温 °C（°F）           | 9.3 (48.7)                  | 9.6 (49.3)                  | 12 (54)                     | 14.2 (57.6)                 | 17.9 (64.2)                 | 21.8 (71.2)                 | 24.7 (76.5)                 | 24.6 (76.3)                 | 21.8 (71.2)                 | 17.8 (64.0)                 | 13.1 (55.6)                 | 10.2 (50.4)                 | 16.4 (61.5)                 |
| 平均低温 °C（°F）           | 6.2 (43.2)                  | 6.3 (43.3)                  | 8.2 (46.8)                  | 10.3 (50.5)                 | 13.7 (56.7)                 | 17.2 (63.0)                 | 19.8 (67.6)                 | 19.8 (67.6)                 | 17.3 (63.1)                 | 14.2 (57.6)                 | 9.9 (49.8)                  | 7.2 (45.0)                  | 12.5 (54.5)                 |
| 历史最低温 °C（°F）         | −7.1 (19.2)                 | −7.5 (18.5)                 | −1.6 (29.1)                 | 0 (32)                      | 6.2 (43.2)                  | 8.1 (46.6)                  | 7.2 (45.0)                  | 12.3 (54.1)                 | 7.8 (46.0)                  | 0 (32)                      | 0 (32)                      | −2.1 (28.2)                 | −7.5 (18.5)                 |
| 平均降水量 mm（）           | 46.1 (1.81)                 | 41.5 (1.63)                 | 37.9 (1.49)                 | 35.7 (1.41)                 | 35.8 (1.41)                 | 16.3 (0.64)                 | 11.5 (0.45)                 | 17.1 (0.67)                 | 40.4 (1.59)                 | 91.3 (3.59)                 | 55.9 (2.20)                 | 55 (2.2)                    | 484.6 (19.08)               |
| 月均日照時數                | 141                         | 156.5                       | 227.3                       | 232                         | 236.9                       | 328.2                       | 417.2                       | 369.4                       | 247.8                       | 178.2                       | 150.9                       | 136.8                       | 2,822.2                     |
| 来源：infoclimat.fr         |                             |                             |                             |                             |                             |                             |                             |                             |                             |                             |                             |                             |                             |

## 行政区划
土伦是法国普罗旺斯-阿尔卑斯-蓝色海岸大区瓦尔省的一个市镇，编号为83137，它也是瓦尔省的省会。土伦下辖土伦区，隶属于瓦尔省第三选区，管理土伦第一县、第二县、第三县和第四县，同时也是土伦都会区的办公驻地。
土伦市镇被划为10个街区，并实行街区自治制度。
法国国家统计与经济研究所（简称）在进行数据统计时，将土伦及相邻的另外26个市镇设为土伦城市核心区，并将包括核心区在内的周边共40个市镇划为土伦城市区。自2020年起，土伦城市区被包含35个市镇的土伦城市辐射区代替。此外，还将土伦市镇分为了70个“块区”（IRIS），以便于统计人口分布情况。

## 交通

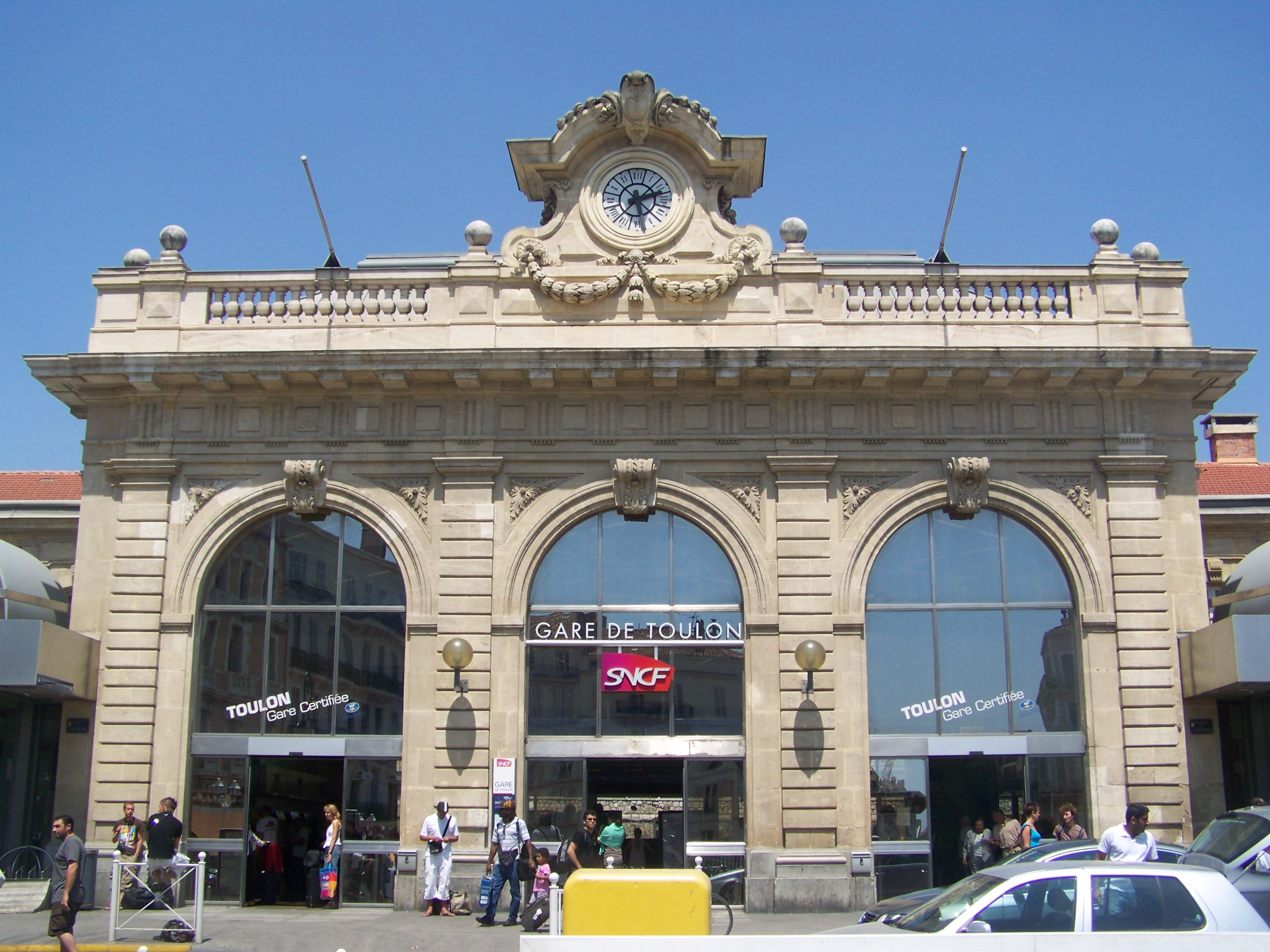
土伦火车站

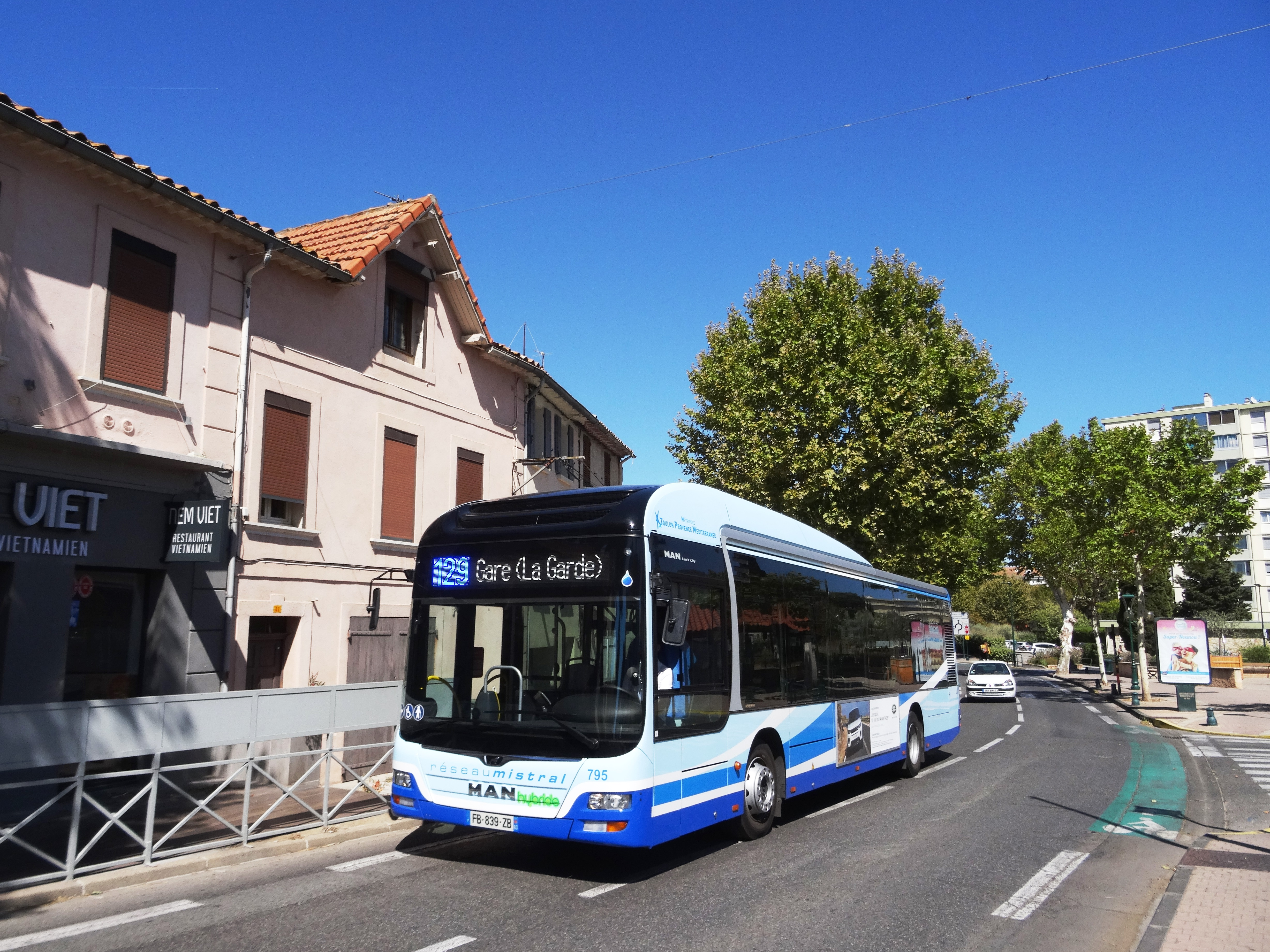
土伦公交

### 公路
A50和A57两条高速公路在土伦境内贯通运行，形成了土伦东西走向的快速通道，此外还有多条瓦尔省省道在土伦境内交汇。普罗旺斯城际客运开行往返于土伦和普罗旺斯地区艾克斯之间的大巴车。此外还有一些长途客运线路可前往巴黎、克莱蒙费朗、南特等地。
2017年，65.9%的土伦家庭拥有至少一辆私人汽车。2019年，土伦境内共发生各类交通事故124起，造成3人遇难，154人受伤。

### 铁路
土伦位于马赛－文蒂米利亚铁路线上，土伦站停靠往返于巴黎和尼斯之间的高速列车，此外还停靠前往马赛、耶尔、莱萨克等地的区域列车；自2013年起，往返于米兰和马赛之间的城际列车也停靠土伦。

### 航空
土伦-耶尔机场位于土伦市区以东，是一个区域性的航空站，该机场开行巴黎、布雷斯特、南特、沙勒鲁瓦等地的固定航线。

### 水运
除了土伦军港，土伦也是一个重要的民用港口，土伦港开行前往科西嘉岛主要城市（阿雅克肖、卡尔维、巴斯蒂亚）以及意大利部分城市的轮渡航线。

### 城市公共交通
是土伦城市公共交通的商业名称，该线路网下属各类公交线路超过60条，覆盖了土伦市区的重要街道以及周边市镇。此外土伦开有海上轮渡巴士，连接周边的一些市镇。
土伦是法国人口最多的没有任何轨道交通的城市，老式土伦有轨电车曾于1886年至1955年间运行，而土伦无轨电车则在1949至1973年间运行。而当地的现代有轨电车建设方案于2012年被当地政府部门否决。

## 政治

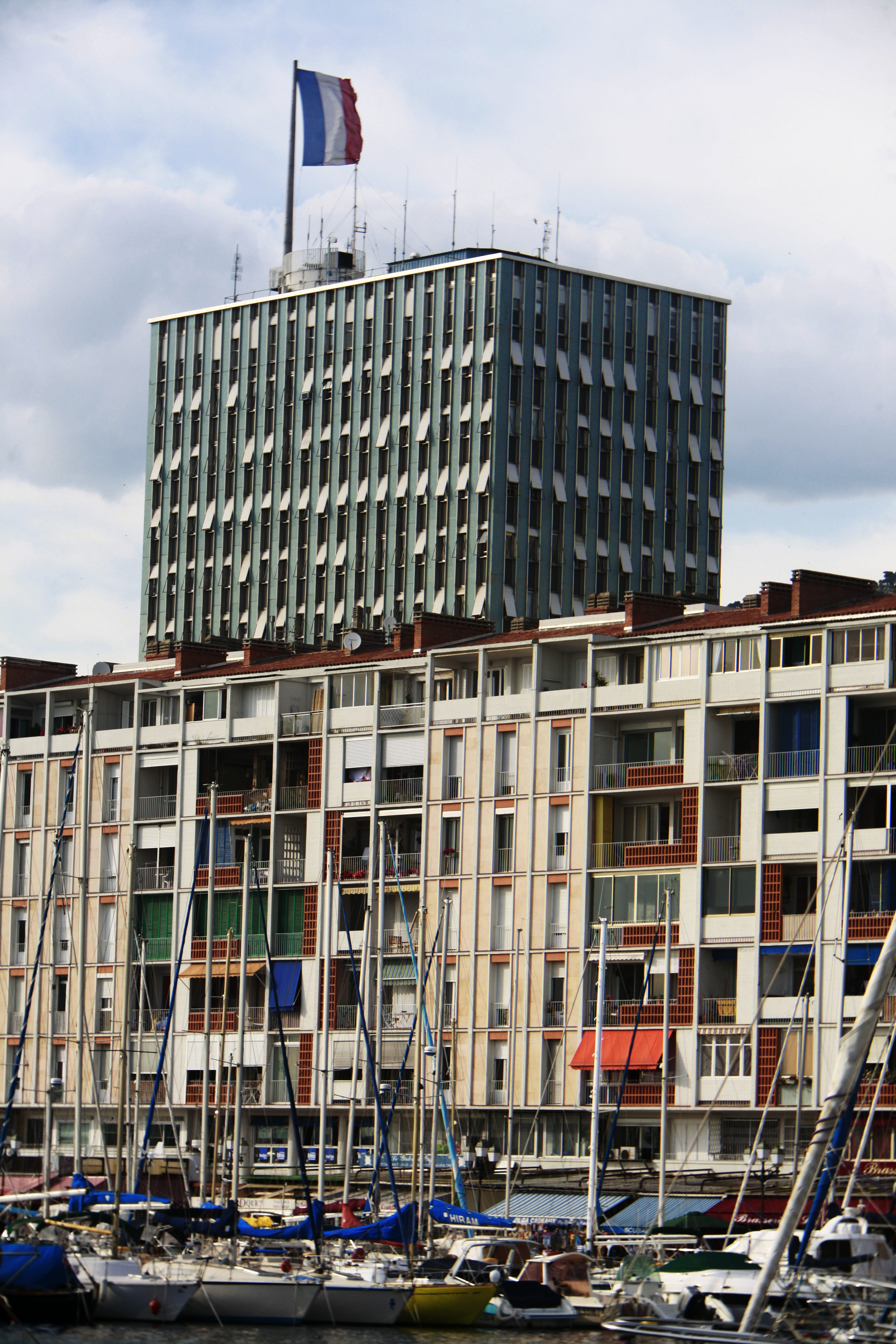
土伦市政厅

土伦的现任市长为于贝尔·法尔科先生，为共和党的一名成员，他在2014年的市政选举中获得了52.22%的支持率；在2020年的市政选举的第一轮投票中则获得了61.39%的支持率，实现连任。
在2017年的法国总统大选中，法国第25任总统埃马纽埃尔·马克龙在土伦获得了55.96%的支持率。
| 土伦历届市长   |                    |                                 |
| 任期           | 市长               | 党派                            |
| 1944年－1945年 | 弗朗克·阿纳尔      | SFIO工人国际法国支部            |
| 1945年－1947年 | 让·巴尔托利尼      | PCF法国共产党                   |
| 1947年－1947年 | 保罗·拜隆          | RPF法国人民联盟                 |
| 1948年－1953年 | 路易·皮            | RPF法国人民联盟                 |
| 1953年－1955年 | 爱德华·勒贝勒古    | SFIO工人国际法国支部            |
| 1955年         | 塞勒斯坦·福尔诺    | 無黨籍                          |
| 1955年－1959年 | 爱德华·勒贝勒古    | SFIO工人国际法国支部            |
| 1959年－1985年 | 莫里斯·阿雷克斯    | UDF法国民主联盟 →PR法国共和人党 |
| 1985年－1995年 | 弗朗索瓦·特吕西    | UDF法国民主联盟                 |
| 1995年－2001年 | 让-马里·勒舍瓦利耶 | FN国民联盟                      |
| 2001年－       | 于贝尔·法尔科      | LR共和黨                        |

## 人口
2018年，土伦市镇人口数量为176,198，在法国排名第13位。其中男性81,835人，女性90,118人，75岁及以上人口占10.1%，外籍人口数量为42,969人，人口密度为4,113人/平方公里，当地居民被称为（男性）或（女性）。2019年，土伦境内出生2,162人，死亡人口1,848人。
| 年份   | 1936    | 1946    | 1954    | 1962    | 1968    | 1975    | 1982    | 1990    | 1999    | 2006    | 2011    | 2016    | 2018    |
| ------ | ------- | ------- | ------- | ------- | ------- | ------- | ------- | ------- | ------- | ------- | ------- | ------- | ------- |
| 人口數 | 150,310 | 125,742 | 141,117 | 161,786 | 174,746 | 181,801 | 179,423 | 167,619 | 160,639 | 167,816 | 163,974 | 169,634 | 176,198 |

## 经济
土伦是法国的一个区域性的经济中心，瓦尔省工商会驻地。军工业为当地的重要经济来源，旅游业也有所发展。
截至2021年4月，土伦境内共有各类用人单位27,018家，平均历史为15年，其中99.37%为中小型企业（PME）。（金融顾问）、（汽车销售）及（建材销售）是当地2019年营业额最高的三个企业，分别为211,066,000欧元、122,143,120欧元和55,021,434欧元。

## 财政收入
2019年，土伦的财政收入总额为208,661,000欧元，财政支出总额为175,769,000欧元，当年的债务总额为76,572,300欧元。2020年，土伦共获得39,881,295欧元的国家财政补助，比上一年增加了0.02%。
2017年，土伦的人均月收入总额为1,995欧元，其中高级职员为3,507欧元，低于法国平均水平（4,214欧元）；中级职员为2,183欧元，低于法国平均水平（2,353欧元）；普通职员为1,599欧元，亦低于法国平均水平（1,690欧元）。
2017年，土伦境内的青壮年（15至64岁）失业率为16.3%，当地46.95%的家庭拥有纳税资格，平均纳税3,038欧元，低于法国平均水平（3,888欧元）。

## 社会事务

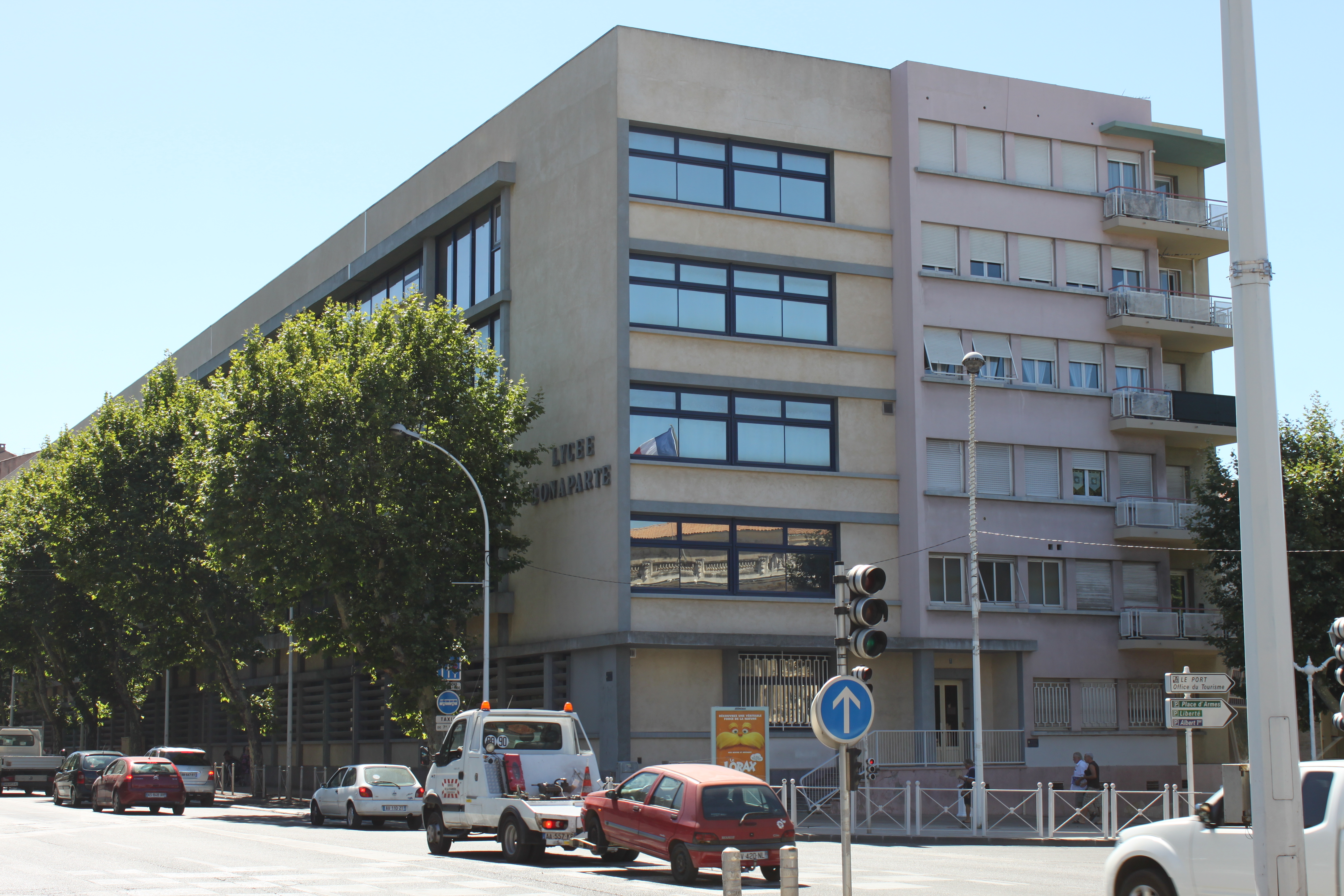
土伦波拿巴高级中学

### 教育
土伦属于尼斯学区。截止2018年1月1日，土伦境内共有41所幼儿园、53所小学、14所初级中学、9所普通高中和7所职业高中，其中部分高中开设有大学校预科班。 2018至2019学年度，土伦境内共有在校中小学生14,145名。
在高等教育方面，土伦大学成立于1968年，是法国的一所综合性公立大学，其下属的土伦大学工程师学校是法国的一所工程师学校。法国电子与数码高等学院也在土伦设有校区。此外土伦还有一所美术学院。

### 医疗

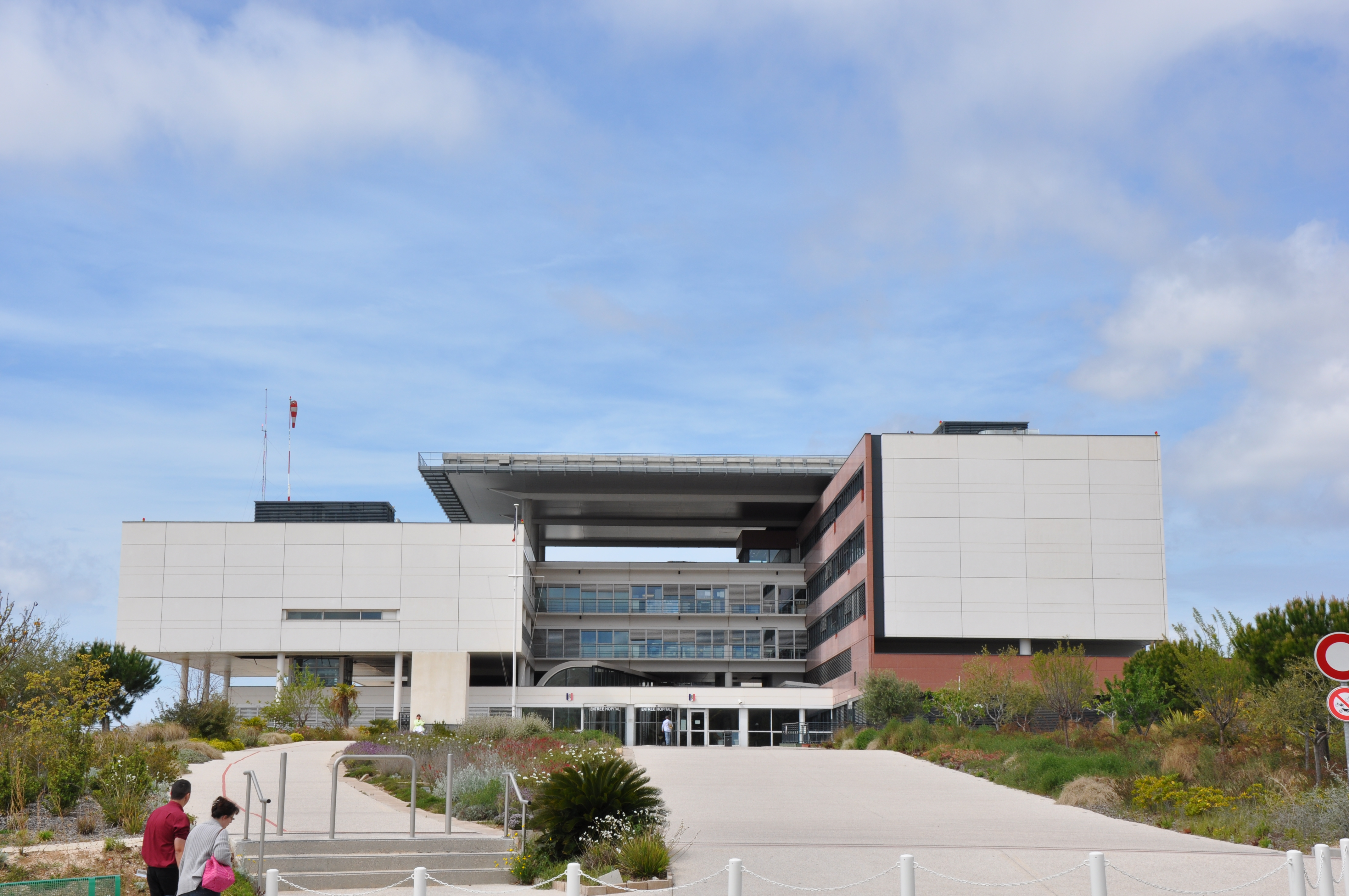
土伦-滨海拉塞讷市际中心医院

截止2019年1月1日，土伦境内共有全科医生181名、保健师259名、牙医148名、护士472名、耳科医生8名、眼科医生30名、皮肤科医生11名、助产士24名、儿科医生11名和妇科医生18名。境内共有药房91家、养老院22家、残疾人帮扶中心11家。
土伦-滨海拉塞讷市际中心医院是当地规模最大的公立综合性医院，在土伦及滨海拉塞讷均设有病区。

### 住房
2017年，土伦境内共有各类住房92,864套，其中21.3%为独立式居民区，78.2%为集中式居民区。常住房屋占土伦市镇范围内居民建筑总量的91.1%。
在住房保障政策方面，2017年，土伦境内共有24,504户家庭获得了住房经济补助，受益人数占总人口数量的14.3%，其中23,609份为房租补助。

### 商业

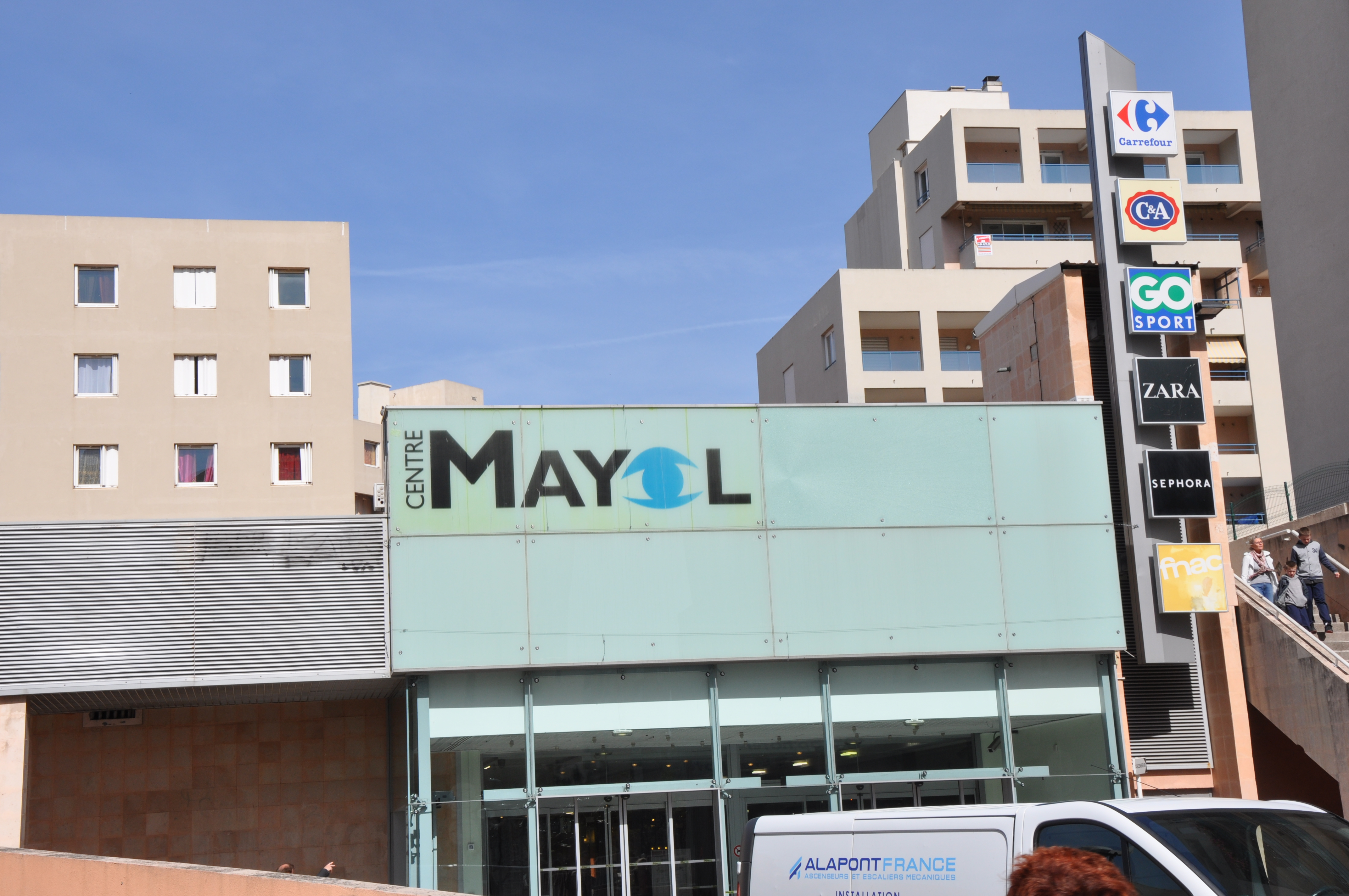
土伦市区的一处商业购物中心

2019年，土伦境内共有各类实体商铺5,001家，其中餐厅833家、大型超市23家、杂货店68家、面包房144家、肉铺59家、书店67家、装饰品店23家、银行门店84家、美容美发店308家、汽车维修店181家。土伦市区东部建有大型开放式商业街区。

### 体育

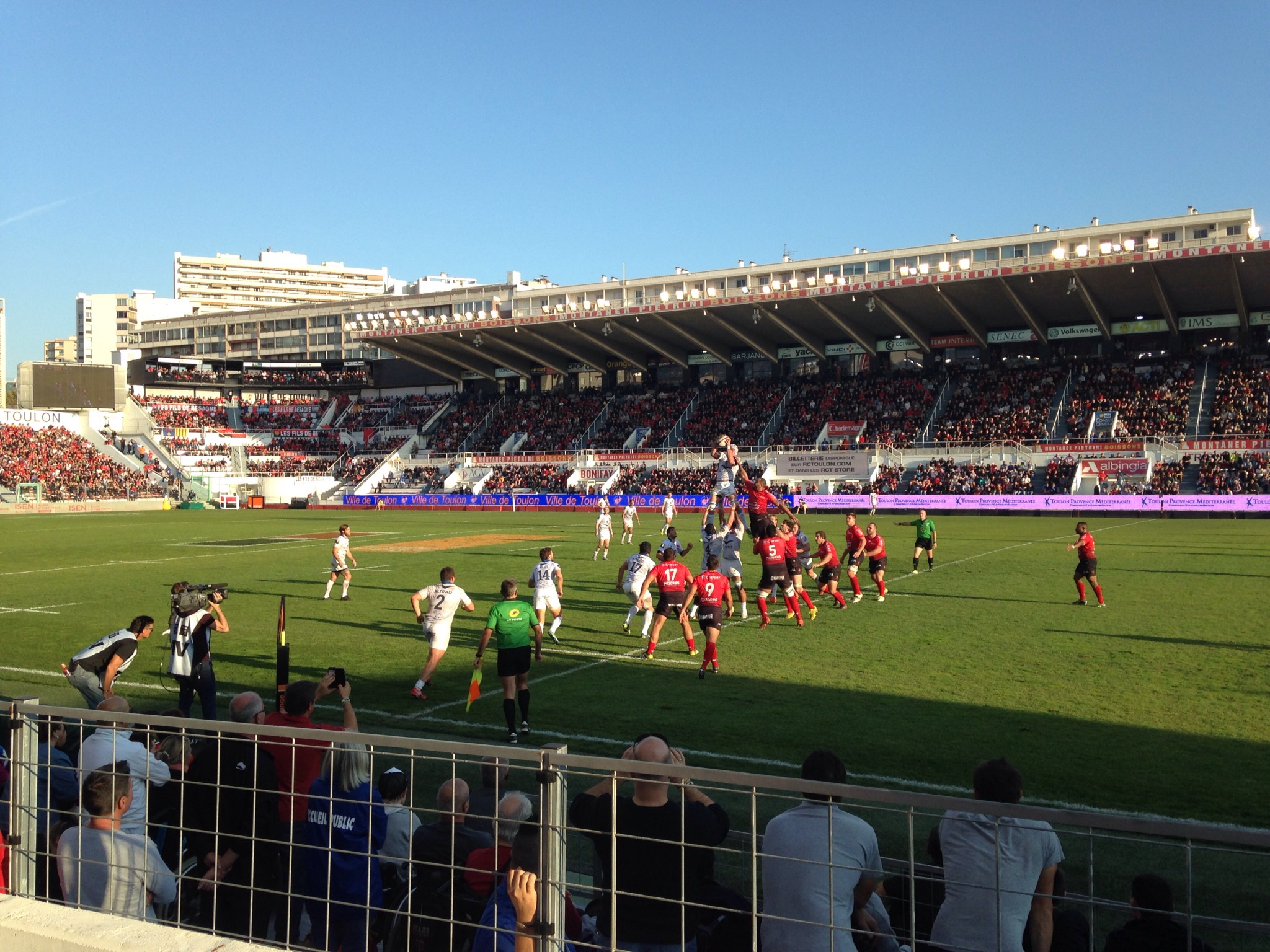
土伦马约尔球场

2019年，土伦境内共有7家游泳池、11间体育馆、4座综合体育场、13处网球场、21处足球或橄榄球场以及7处篮球或排球场。
土伦因土伦橄榄球俱乐部而闻名，后者成立于1908年，在2013至2015年间连续三年获得橄榄球欧洲杯的总冠军，2019至2020赛季参加法国橄榄球甲级联赛。其主场马约尔球场位于市中心，可同时容纳超过1.7万名观众。
土伦也因足球运动而闻名。土倫盃國際足球錦標賽创建于1967年，是一项世界性的青年足球运动比赛。截至2021年4月，土伦境内共有26家注册足球俱乐部，其中包括4支五人制足球队和1支沙滩足球队。土倫體育會是当地的一支足球俱乐部，成立于1944年，在1998年前为职业俱乐部，2020至2021赛季参加法國全國乙組聯賽（法丁）。

### 环境
土伦的环境事务由其所属的公共社区负责。2017年，土伦境内共有2家污染企业。

### 治安
2019年，土伦市镇范围内有1处派出所。
2014年，土伦及附近地区共发生各类案件17,604起，其中盗窃类案件10,044起，经济类案件1,761起，毒品交易类案件1,474起。
1992年12月，土伦发生银行抢劫案，涉案金额超过1.46亿法郎，为法国历史上金额最大的抢劫案。

## 文化
2017年，土伦境内共有3个剧场、2个电影院、3个博物馆和1个音乐厅。土伦市政府提供多媒体中心，向公众全年开放。

### 建筑
土伦境内的历史建筑以海洋军事设施为主，其中皇塔为当地的代表性建筑物，现已开辟为海军博物馆的一部分。土伦歌剧院则是整个普罗旺斯地区规模最大的歌剧院。除此之外，位于土伦市中心的土伦主教座堂也是当地的地标性建筑物之一。

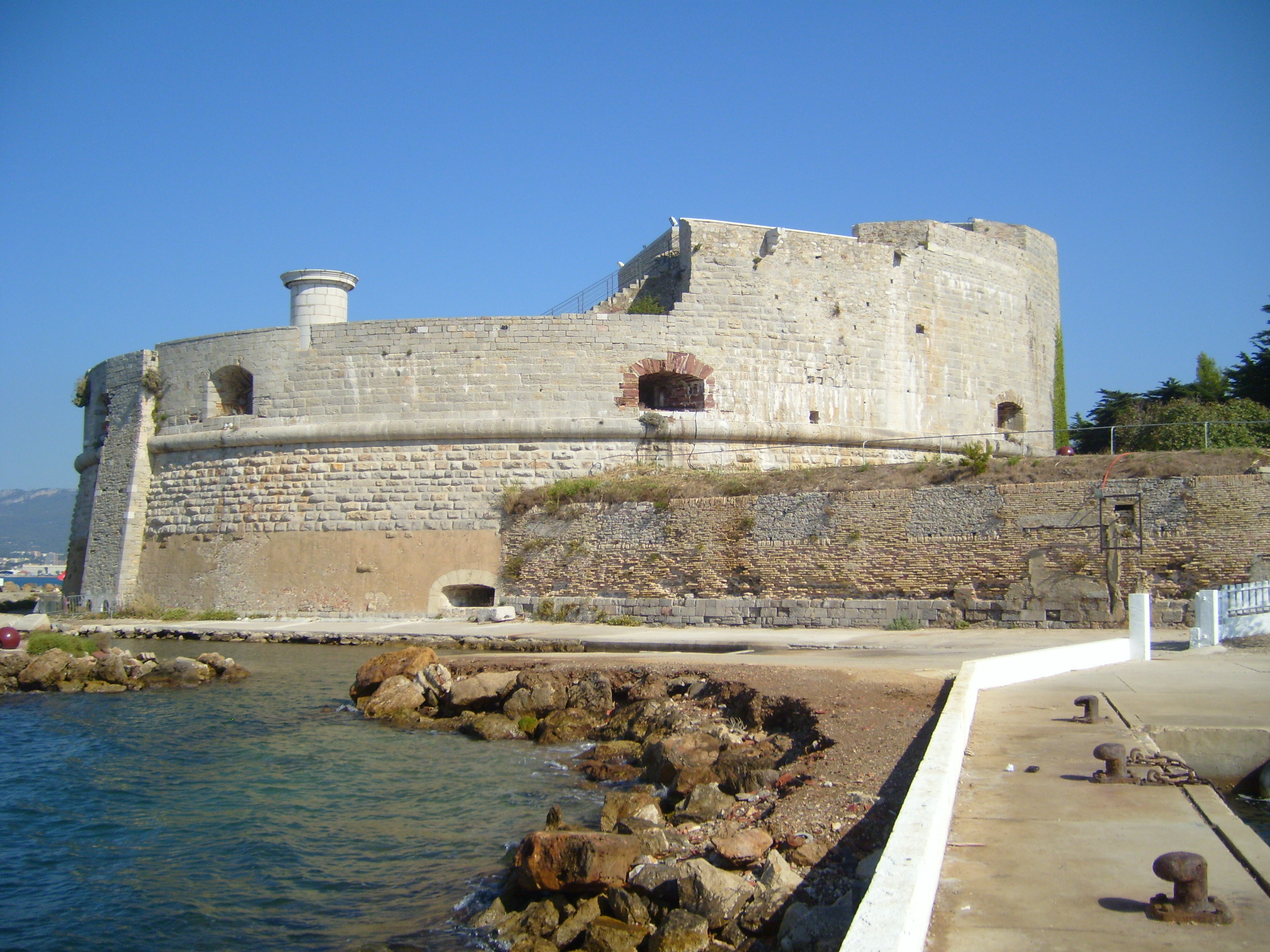
皇塔
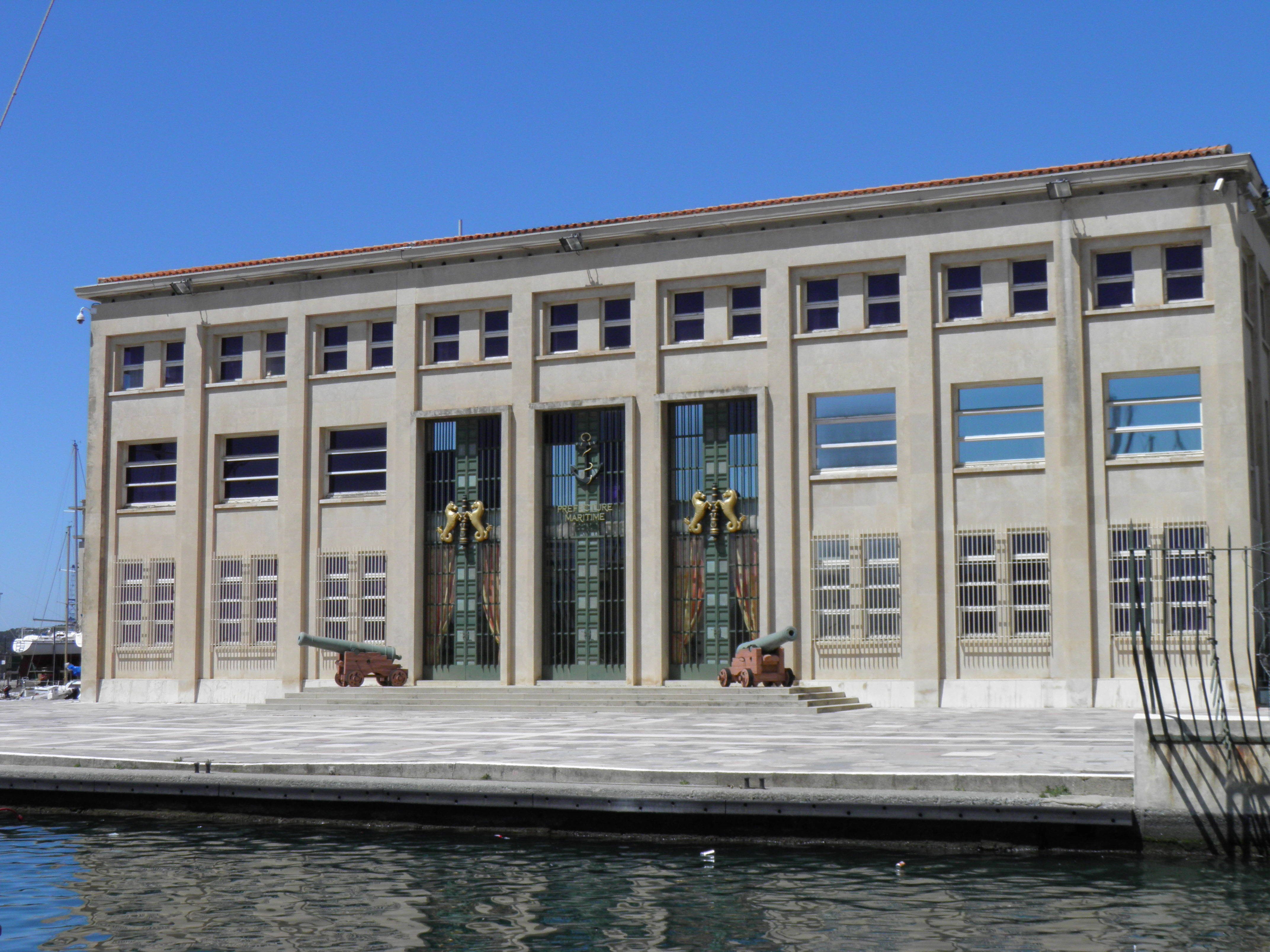
国家海军博物馆
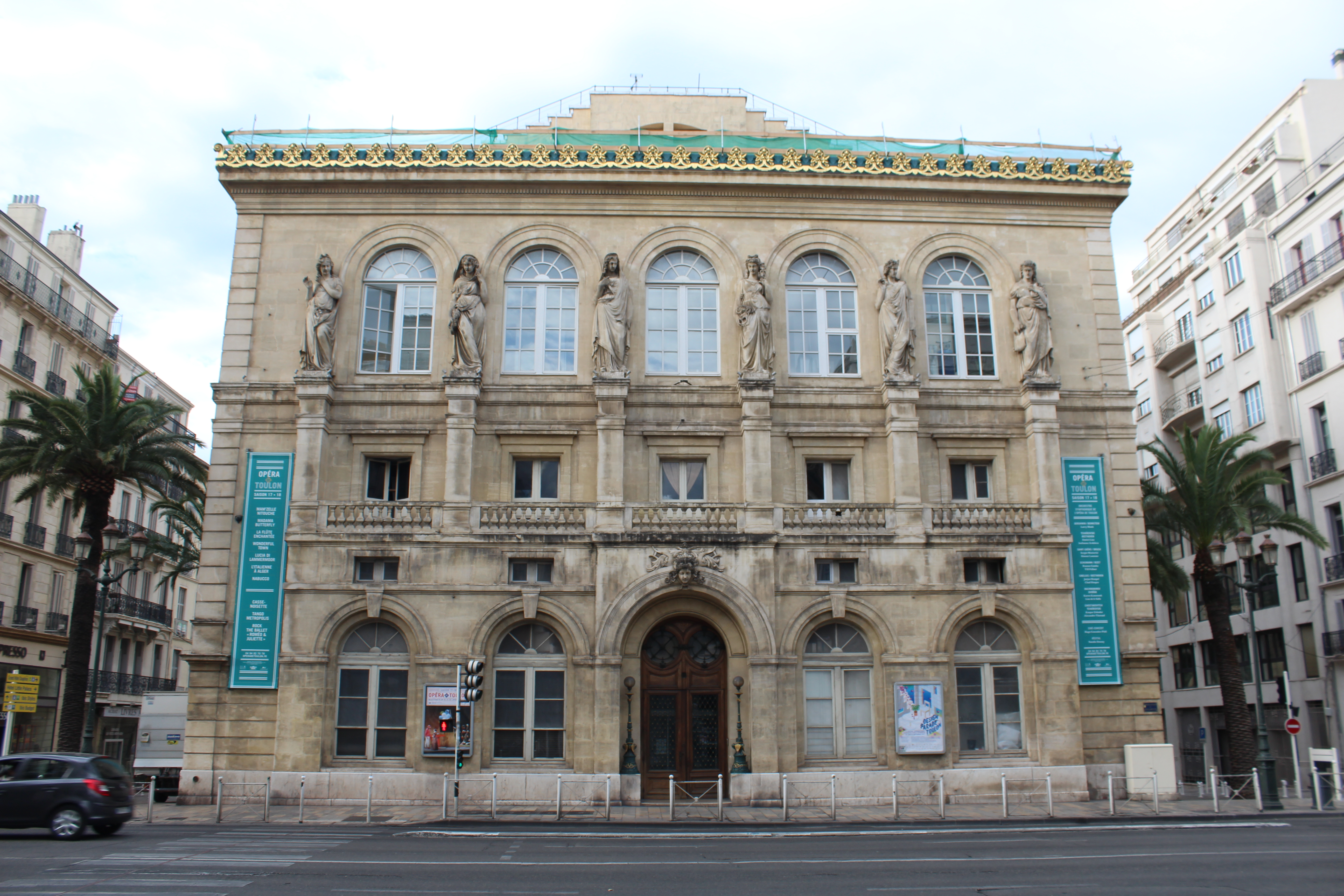
歌剧院
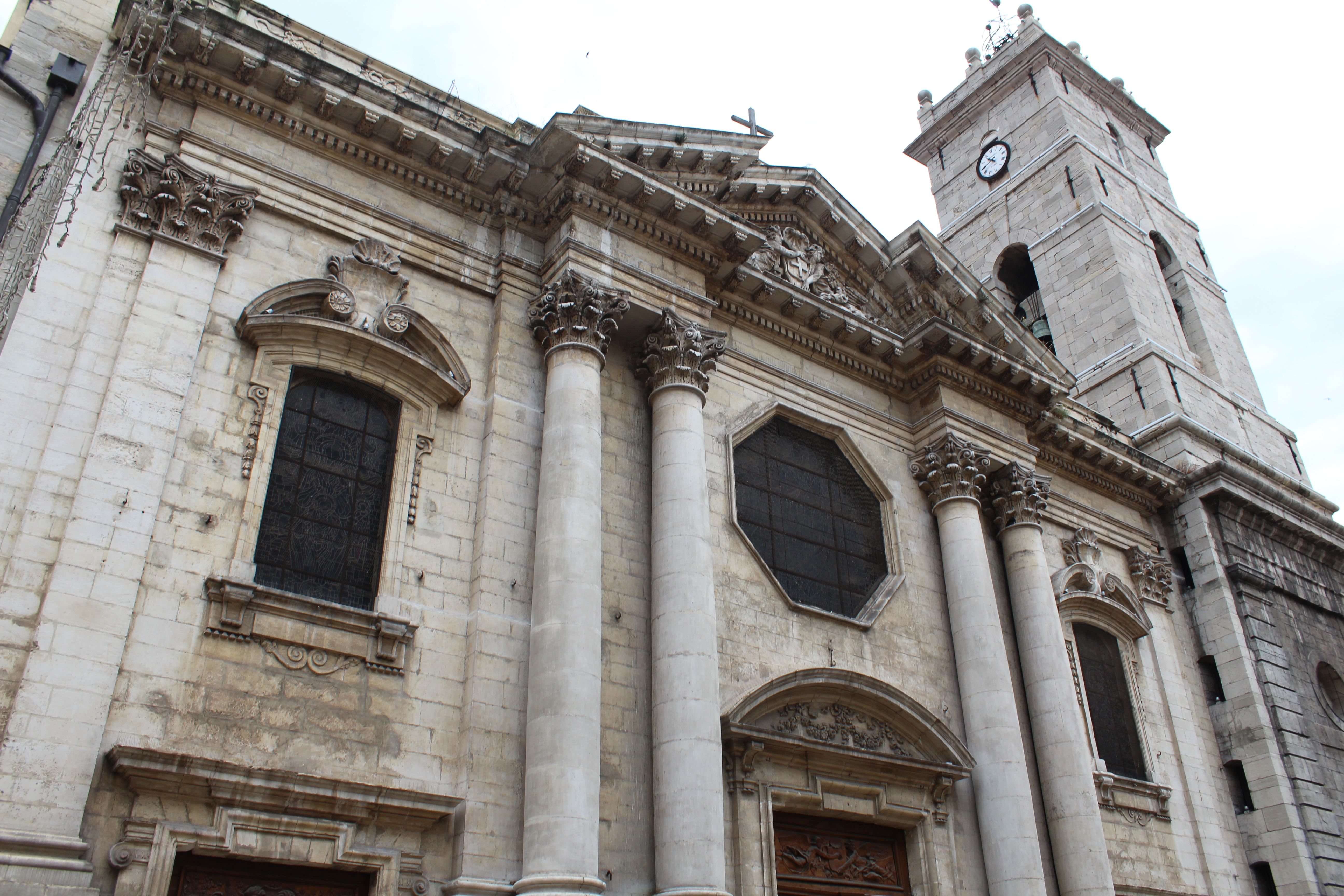
土伦主教座堂
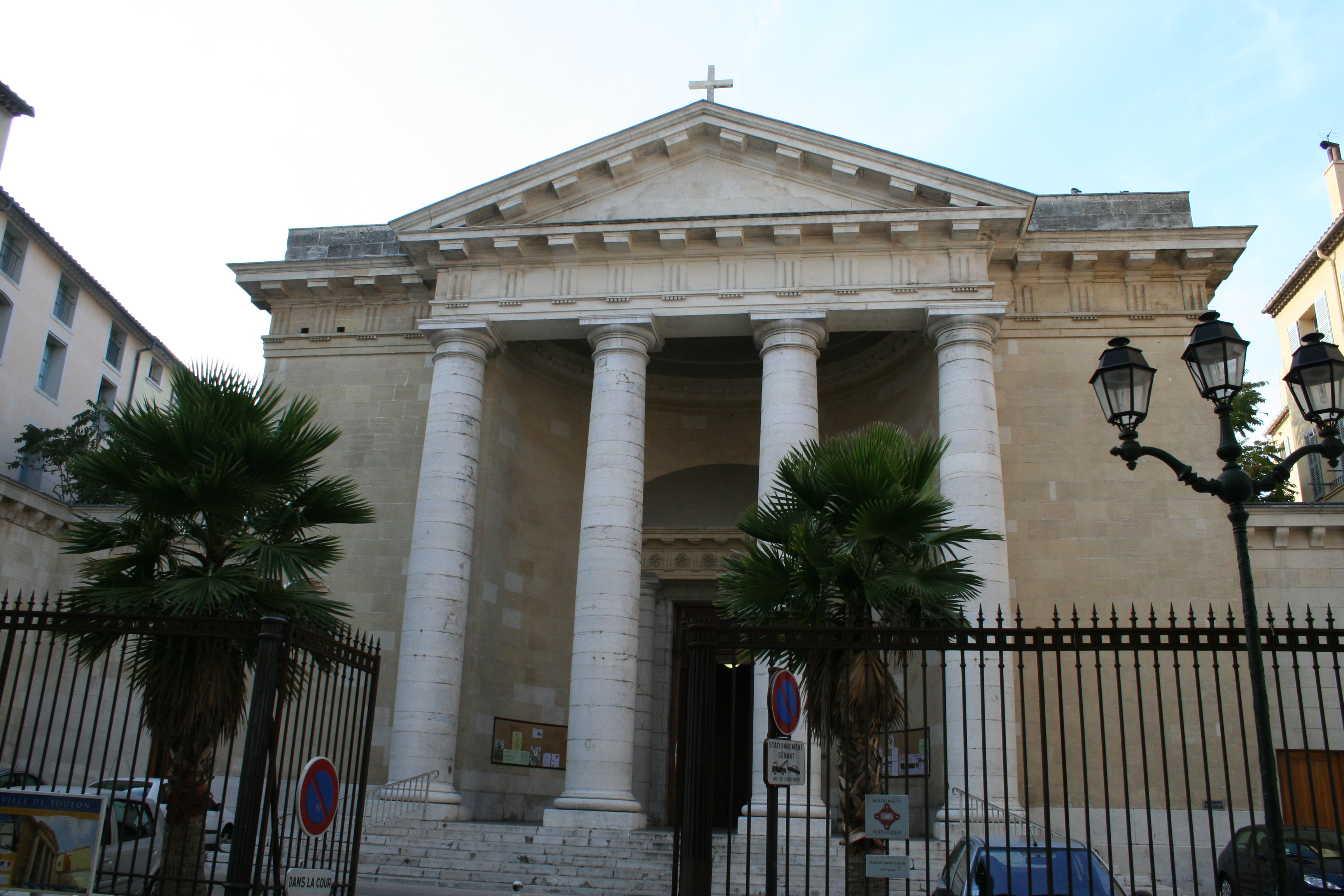
圣路易教堂
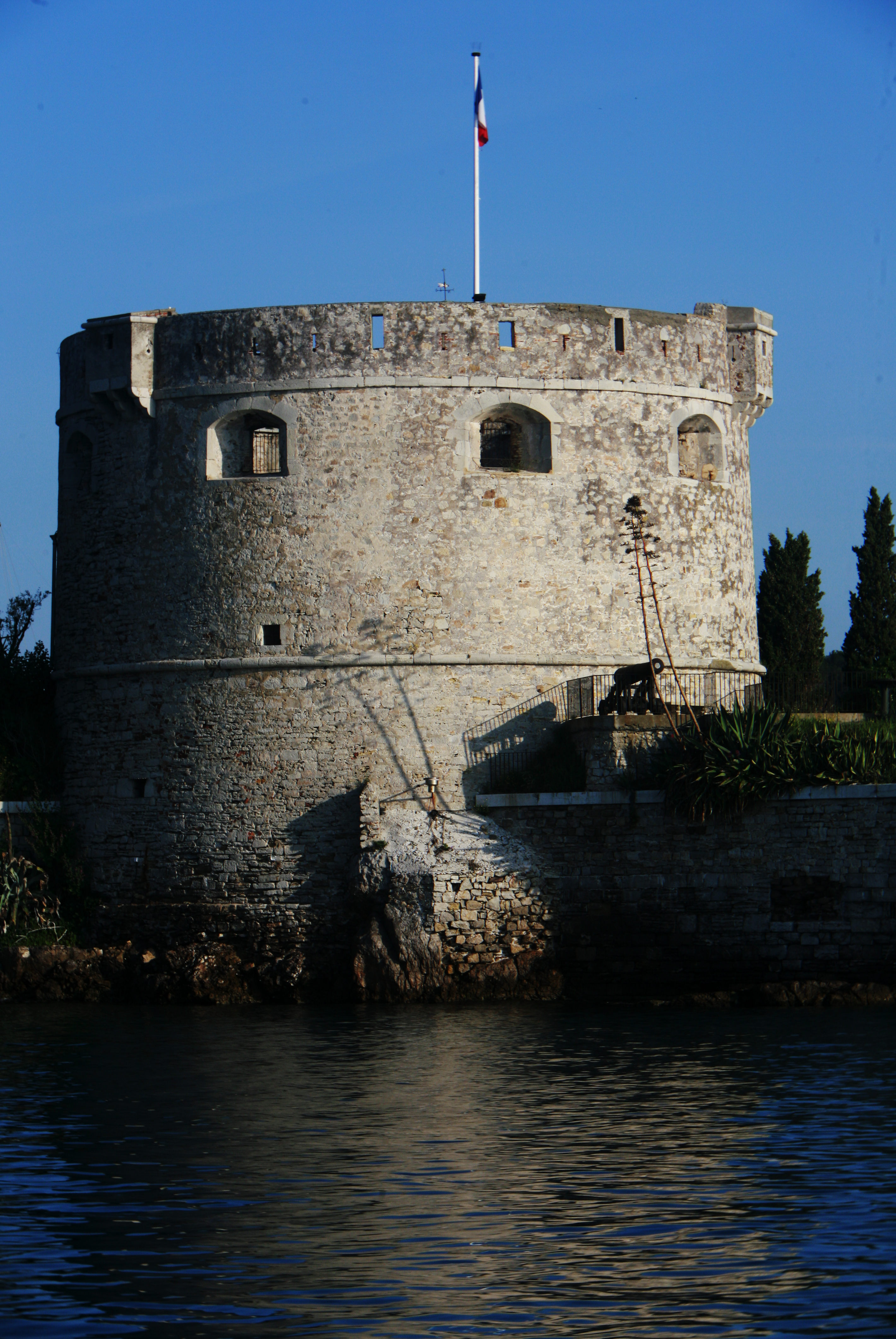
巴拉吉耶城塞
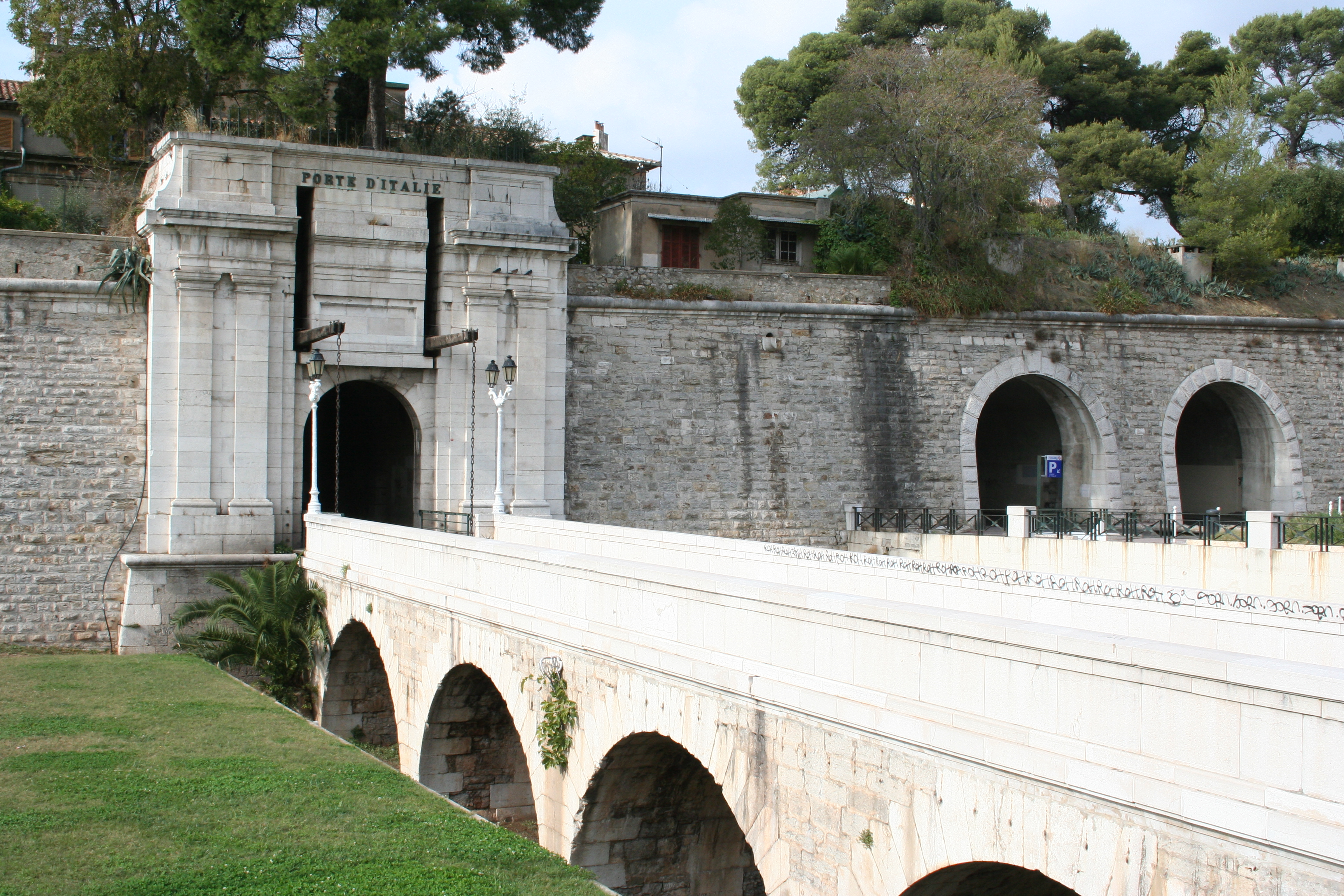
意大利门

### 旅游
土伦是普罗旺斯的一个重要度假区及旅游中转站，当地设有一处旅游咨询中心（Office de Tourisme）。2018年，土伦境内共有18个宾馆共计834间房间。

### 宗教
土伦是天主教弗雷瑞斯-土倫教區的首府，土伦圣母德拉塞大教堂为主教座堂，其钟楼为法国历史文物保护单位

### 媒体
法国主要的媒体均可在土伦接收，法国电视三台下属的普罗旺斯-阿尔卑斯-蓝色海岸大区频道在部分时段播出土伦所属区域的地方新闻。

## 相关人物
法国昆虫学家菲利克斯·爱德华·盖兰-梅讷维尔、画家路易-米歇尔·旺洛、诗人让·艾卡尔、教育学家保罗·罗班、歌手吉尔贝·贝科和足球运动员塞巴斯蒂安·斯奎拉奇出生于土伦。

## 友好城市
截至2020年4月，土伦共与四座城市互为友好城市关系：
- 義大利 拉斯佩齐亚
- 德国 曼海姆
- 美国 弗吉尼亚州诺福克
- 俄羅斯 喀琅施塔得